# Via Crucis (Énova)
El Vía Crucis de Énova, también conocido como el Calvario, es un monumento de la localidad catalogado como Bien inmueble de relevancia local, mediante una declaración genérica del once de junio de 1998, con el código IGPCV 46.20.119- 005.

## Historia y descripción
El proyecto de construcción del Calvario data de 1798. Se trataba de construir un vía crucis con 14 casalicios hechos de losas de piedra. Inicialmente el vía crucis estaba ubicado al final de la calle Calvario, pero alrededor de 1886, se llevó a cabo su reubicación en el lugar actual en la colina que limita el sur de la población.
El traslado se produjo a instancia del párroco de la localidad en ese momento, Román Quilis, que consiguió que los vecinos o feligreses del pueblo, subieran los casalicios allí arriba durante el tiempo de Cuaresma y con carros de bueyes. Este traslado se debe por un lado al agradecimiento al Santísimo Cristo de la Salud por haber acabado con la terrible epidemia de cólera morbo asiático de 1885, y por otra como una forma de involucrar a los ricos del pueblo para mejorar la situación de los agricultores, que por incidencias climatológicas lo habían perdido todo. El párroco pidió dinero a los más potentados del pueblo para dar una limosna a cambio de trabajar haciendo el traslado, para lo cual era necesario adecuar el terreno. Así, la primera semana de trabajo los jornaleros cobraron por realizar los trabajos de adecuación de los terrenos, pero el dinero se acabará pronto y las semanas siguientes trabajaban gratis los domingos y festivos hasta el mediodía.
Se piensa que una de las razones por las que Énova cuenta con un vía crucis de piedra tan monumental está relacionado con el resurgimiento del filón calcáreo de la piedra romana y medieval de la Cantera de Els Quatre Camins, que era conocido en aquellos momentos como el "Llosar".
El vía crucis se intentó completar con la construcción en 1886 de una ermita, la ermita del Calvario, formando de este modo un conjunto. La ermita no fue totalmente terminada y en la actualidad no quedan más que restos.